# Gorolo
Gorolo fue un clan de la nobleza manchú perteneciente al Estandarte Amarillo Bordeado (镶黄旗).

## Figuras notables

### Varones
- Antamu (安塔穆)
  - Sanguanbao (三官保), sirvió como oficial literario de tercer rango.[1]
    - Daobao (道保), sirvió como oficial militar de segundo rango.
    - Duopuku (多普库), sirvió como oficial militar de cuarto rango.
    - Tepuku (特普库), sirvió como oficial militar de cuarto rango.
    - Epuku (鄂普库), sirvió como oficial literario de quinto rango.
    - Tapuku (他普库)[2]
    - Jinengte (及能特)

### Príncipes consortes
| Año  | Princesa                              | Príncipe consorte | Hijos   | Hijas |
| ---- | ------------------------------------- | ----------------- | ------- | ----- |
| 1585 | Princesa del Segundo Rango (和硕公主) | Yangšu (揚書)     | 3 hijos |       |
|      | Princesa del Segundo Rango, Yanzhe    | Darhan (达尔汉)   |         |       |

### Mujeres
Consorte imperial
- Consorte
  - Consorte Yi (1660-1733), la consorte del Emperador Kangxi, madre de Yunki (1680-1732), Yuntang (1683-1726) y Yinzi (1685-1696)
- Dama noble
  - Dama noble del Emperador Kangxi, madre de la princesa Kejing (1679-1735) y Yinju (1683-1684)

Princesa consorte
- Consorte primaria
  - Primera esposa de Cuyen, madre de Dudu (1597-1642) y Guohuan (1598-1624)
  - Consorte primaria de Yunsi (fall. 1726)
  - Consorte primaria de Yunlu, madre de su primer hijo (1712), princesa Duanrou (1714-1755), tercer hijo (1715), Hongshen (1717-1719), segunda hija (1720-1721) y princesa (1723-1752)
- Concubina
  - Concubina de Yun'e, madre de su primer hijo (1701), Hongxu (1703-1708), tercer hijo (1704-1709), primera hija (1706-1743) y Hongjun (1711-1771)